# 大阪府立山田高等学校
大阪府立山田高等学校（おおさかふりつ やまだこうとうがっこう）は、大阪府吹田市山田東にある公立高等学校。昭和末期の生徒急増期に、府立151番目の高校として府北部の千里ニュータウンに新設。北側にEXPO'70（70年大阪万博）の万博記念公園がある。

## 概要
団塊ジュニア世代の進学する1980年代の高校生急増期対策で新設された府立高で、最後となる1984年（昭和59年）に開校した6校の一つ。
少子化の2019年（令和元年）現在でも生徒総数1,160人の府内最大規模のマンモス校で、開校3年目1986年の第3期生は1学年576名が入学している。
全日制普通科を設置。2003年（平成15年）同じ大阪府立で同じ吹田市にある北千里高校・吹田高校・吹田東高校・千里高校と5校で、立命館大学と学校インターンシップ協定を締結。立命館の学生をインターンとして受け入れたり、立命館教員による模擬講義も開催された。
「1970年の大阪万博のモニュメント太陽の塔に一番近い高校」を掲げており、2019年度に『太陽の塔から地球を臨むー山田から国連へ届けるSDGs』をテーマとして、2025年日本国際博覧会（大阪・関西万博）の目標の「持続可能な開発目標（SDGs）」につながる取り組みを行っている。

## 沿革

### 年表
- 1982年（昭和57年） - 3月19日、大阪府議会において「大阪府立第151高等学校」（仮称）建設の予算を議決[1]
- 1984年 - 1月1日、大阪府条例（第21号）に基づき、「大阪府立山田高等学校」設置。2月29日、校舎棟第1期工事竣工。4月1日、開校（現在地）し第1期生564名が入学[1]
- 1985年 - 1月11日、体育館竣工。3月6日、校舎第2期工事竣工。5月31日、プール竣工[1]
- 1986年 - 3月31日、図書・視聴覚棟竣工[1]
- 1987年 - 3月31日、環境整備工事竣工[1]

## 基礎データ

### 交通アクセス
- 万博記念公園駅（大阪モノレール）より南へ約800m（徒歩で約10分）

### 象徴

#### 校章
学校は万博記念公園の南側700mの距離に位置しており、校章は大阪万博のシンボルマークをモチーフにしながら、同校で目指す教育の理想像をデザインしたものとなっている。

## 部活動
- 硬式野球部 - 2020年（令和2年）10月4日、大阪府大会3位決定戦で履正社を相手に2－1で履正社を破り、春秋両大会を通じて初めて（大阪の公立校では26年ぶり）秋季近畿大会に進出した[6]。進出した近畿大会を参考として2021年（令和3年）第93回選抜高等学校野球大会の出場校が決めらめることになっていたが、結局当校は一回戦で龍谷大平安に1-4で敗れ出場することはできなかった[7]。

## 学校施設
現在の校舎は新耐震基準に基づき設計されており、約40年前の開校当初のまま改修されていない。

## 関係者と組織
- 大阪府立山田高等学校同窓会 - 同窓会。

### 著名な出身者

#### 芸能
- 井上竜馬 - ピアノロックバンド「SHE'S」のボーカル、キーボード
- 後藤輝基 -　漫才コンビ「フットボールアワー」のツッコミ担当（第7期生）
- 角田貴志 - 劇団 ヨーロッパ企画の役者、美術担当（第10期生）
- 花夏ゆりん - 元宝塚歌劇団雪組娘役
- 吉田敬子 - 作曲家、編曲家。楽曲をAKB48、NMB48、神谷浩史、入野自由らに提供
- 佐野雄大 - 男性アイドルグループ　INI

#### スポーツ
- 今野翔太 - プロバスケットボール選手（西宮ストークス所属）
- 赤林檎 - プロボクサー